# Neville Williams
Neville Chappy Williams (* um 1940), auch Uncle Chappy genannt, ist ein Elder der Wiradjuri-Aborigines im australischen Bundesstaat New South Wales. Er ist eine der führenden Persönlichkeiten der Zelt-Botschaft, die die Rechte der Aborigines anmahnt und seit dem Jahre 1972 in Canberra unmittelbar am Old Parliament House aufgebaut ist.
Er setzt sich des Weiteren dafür ein, dass der Goldminenabbau der Barrick Gold Corporation, der größten Goldminengesellschaft der Welt, am Lake Cowal beendet wird, da hierdurch heilige Orte der Wiradjuri in ihrer Existenz und die Ökologie der Landschaften bedroht seien.
Williams war in den 1960er Jahren ein Sportboxer, der zahlreiche Kämpfe gewann und als Mitglied der australischen Boxerauswahl an den Olympischen Sommerspielen 1964 in Tokio teilnahm.